# Keima
Cet article concerne la protéine issue du corail Montipora. Pour la forme remarquable du jeu de go, voir keima.
Keima est une protéine fluorescente rouge issue du corail Montipora, qui possède des propriétés analogues à la protéine fluorescente verte (GFP) mais avec un déplacement de Stockes plus important, elle émet dans le rouge (570 nm). 